# Klemkepark
Der Klemkepark in Berlin-Reinickendorf ist ein weiter und großzügig wirkender Parkraum, der in sich jedoch abgeschlossen wirkt. Die Grünanlage ist als Gartendenkmal denkmalgeschützt. Der Name geht zurück auf Fritz Klemke, ein Opfer der NS-Bewegung.

## Geschichte
Die Grünanlage ließ das Bezirksamt Reinickendorf 1928/29 als Teil des geplanten Grünzuges Pankow-Reinickendorf nach Plänen des Berliner Stadtgartendirektors Erwin Barth anlegen, der auch die nicht weit entfernte Grünanlage am Breitkopfbecken projektiert hatte. Der Spielplatz im Klemkepark wird 2020 saniert.

## Beschreibung
Die Grünanlage wird durch den südlichen Eingang, der als Tor von den Gebäuden der Siedlung Paddenpuhl geformt ist, charakterisiert. Direkt hinter diesem Tor liegt ein Kinderspielplatz. Die Grundrissgestaltung der Anlage schafft Eingangssituationen, die zur besonderen Betonung intensiv gestaltet waren. So besteht die Grünanlage aus einer mittigen großen Liegewiese, an der ein Weg an dichtwachsenden Waldgehölzen vorbeiläuft und an deren Rändern einzelne Bäume und auch Baumgruppen verteilt angeordnet sind. Die dichte Randbepflanzung, hinter der sich Geschosswohnungsbauten befinden, schirmt die Anlage zu den Straßen ab. Am östlichen Teil des Parks befindet sich in einem Sondernutzungsbereich zudem ein Tennisplatz.